# シュタイン (コルベット)
|          |                                                               |
| 艦歴     |                                                               |
| 名前     | シュタイン                                                    |
| 建造     | ヴルカン・ヴェルフト                                          |
| 起工     | 1878年                                                        |
| 進水     | 1879年9月14日                                                 |
| 竣工     | 1880年10月3日                                                 |
| その後   | 1920年に船舶解体の為売却                                      |
| 主要諸元 |                                                               |
| 艦級     | ビスマルク級コルベット                                        |
| 排水量   | 3,089トン                                                     |
| 全長     | 82メートル                                                    |
| 全幅     | 13.7メートル                                                  |
| 吃水     | 6.3メートル                                                   |
| 機関出力 | 2,500指示馬力 (1,900キロワット)                               |
| 機関     | 横置き型箱型煙管缶4基 横置型単段膨脹型3気筒レシプロ機関1基1軸 |
| 速力     | 12ノット                                                      |
| 航続距離 | 10ノットで1,940海里                                           |
| 定員     | 452人(訓練生含む)                                             |
| 兵装     | 15センチ単装砲14基 8.8センチ速射砲2基 3.7センチ五連砲6基      |

シュタイン(SMS Stein)は、ドイツ帝国海軍のビスマルク級コルベット。ヴルカン・ヴェルフトで建造された。艦名はプロイセン王国の政治家ハインリヒ・フリードリヒ・フォン・シュタインから取られた。